# Хосекарлос Ван Ранкін
Хосекарлос Ван Ранкін Гальянд (ісп. Josécarlos Van Rankin Galland; 14 травня 1993, Мехіко, Мексика) — мексиканський футболіст нідерландського походження, захисник клубу «Гвадалахара» і збірної Мексики.

## Клубна кар'єра
Вихованець клубу УНАМ Пумас. 18 березня 2012 року в матчі проти «Америки» він дебютував в мексиканській Прімері. У першому сезоні він провів лише одну зустріч, після чого деякий час виступав за дублюючий склад. У сезоні 2013/14 Хосекарлос завоював місце в основі. 13 квітня 2014 року в поєдинку проти «Веракруса» з Ван Ранкін забив свій перший гол за «пум».
Влітку 2018 року Хосе перейшов в «Гвадалахару» на правах оренди. 22 липня в матчі проти «Тіхуани» він дебютував за нову команду. У цьому ж поєдинку Ван Ранкін забив свій перший гол за «Гвадалахару».

## Міжнародна кар'єра
В 2013 році в складі молодіжної збірної Мексики Ван Ранкін став чемпіоном КОНКАКАФ серед молодіжних команд. На турнірі він зіграв у матчах проти молодіжних команд Ямайки, Курасао, США і двічі Сальвадора. У тому ж році Хосе брав участь у Турнірі в Тулоні.
Влітку 2013 року Ван Ранкін поїхав з молодіжною командою на чемпіонат світу в Туреччину. На турнірі він зіграв у матчах проти команд Греції, Парагваю, Малі та Іспанії.
У 2015 році Хосе у складі олімпійської збірної Мексики завоював срібні медалі Панамериканських ігор у Канаді. На турнірі він зіграв у матчах проти команд Парагваю, Тринідаду і Тобаго, Панами і двічі Уругваю.
11 жовтня 2018 року в товариському матчі проти збірної Коста-Рики Ван Ранкін дебютував за збірну Мексики.

## Досягнення
- Чемпіон КОНКАКАФ серед молодіжних команд: 2013
- Срібний призер Панамериканських ігор: 2015